# Ostner Fahrzeugfabrik

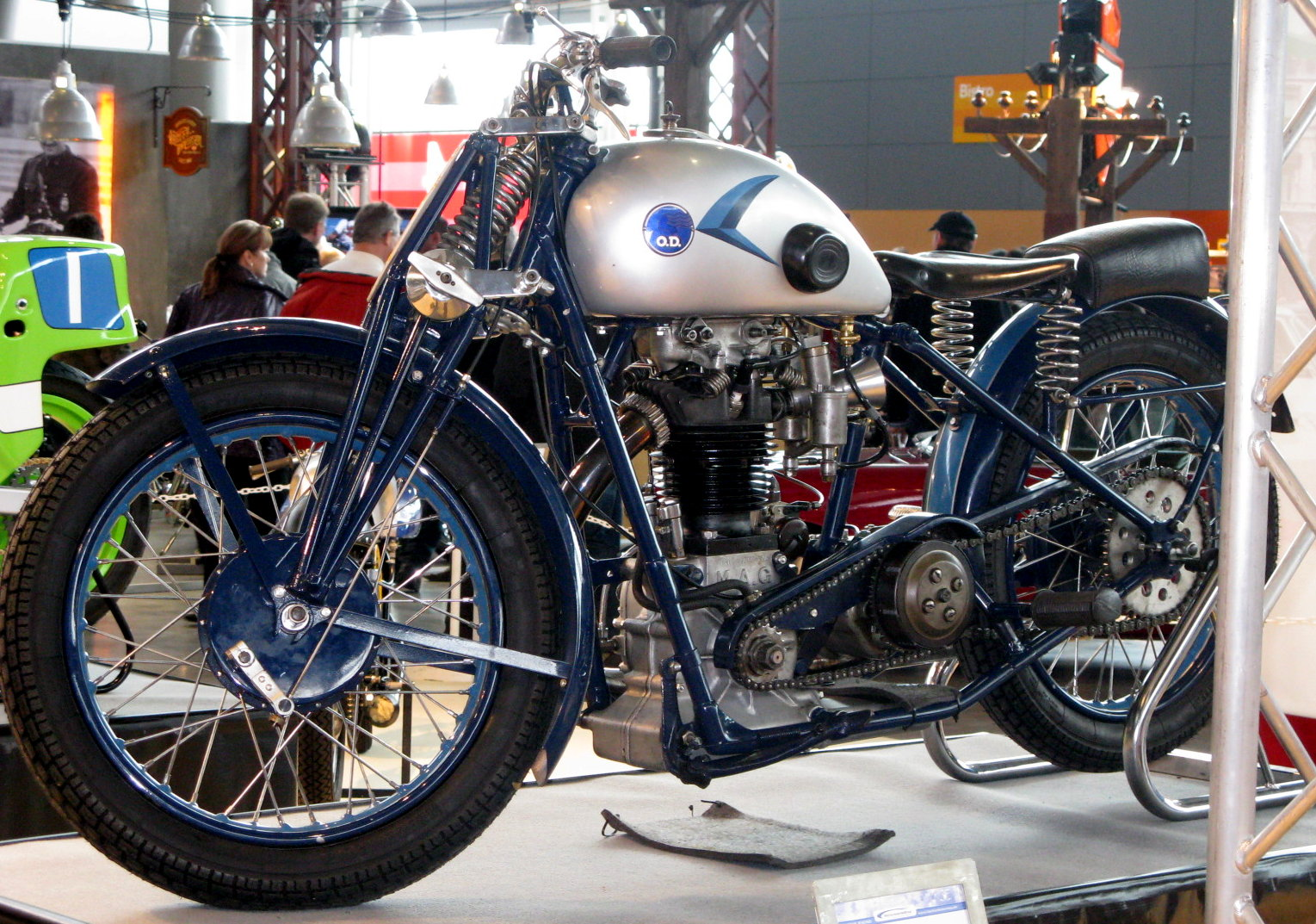
O.D.-Motorrad

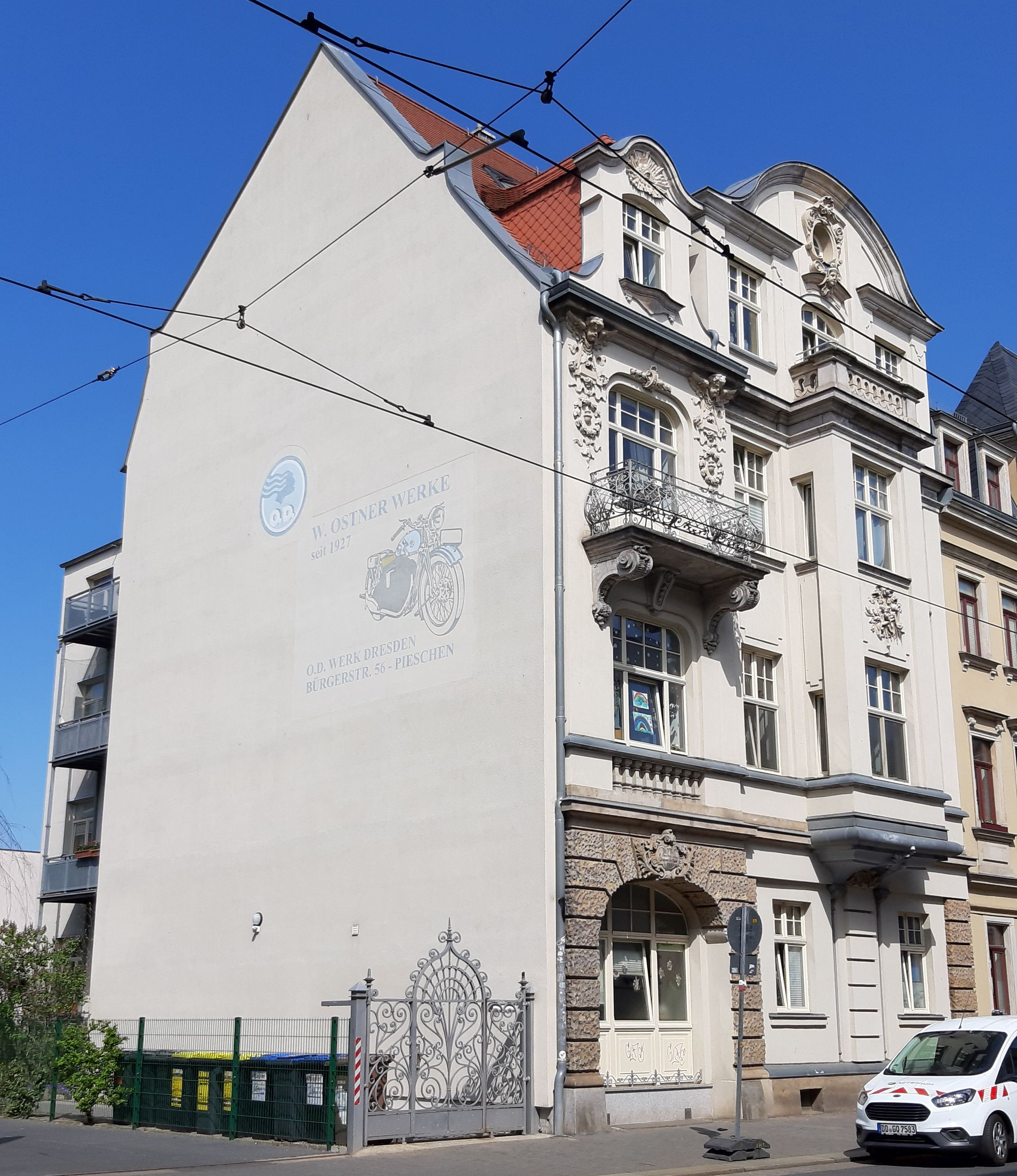
Haus Bürgerstraße 56 in Dresden, Unternehmensstandort ab April 1927

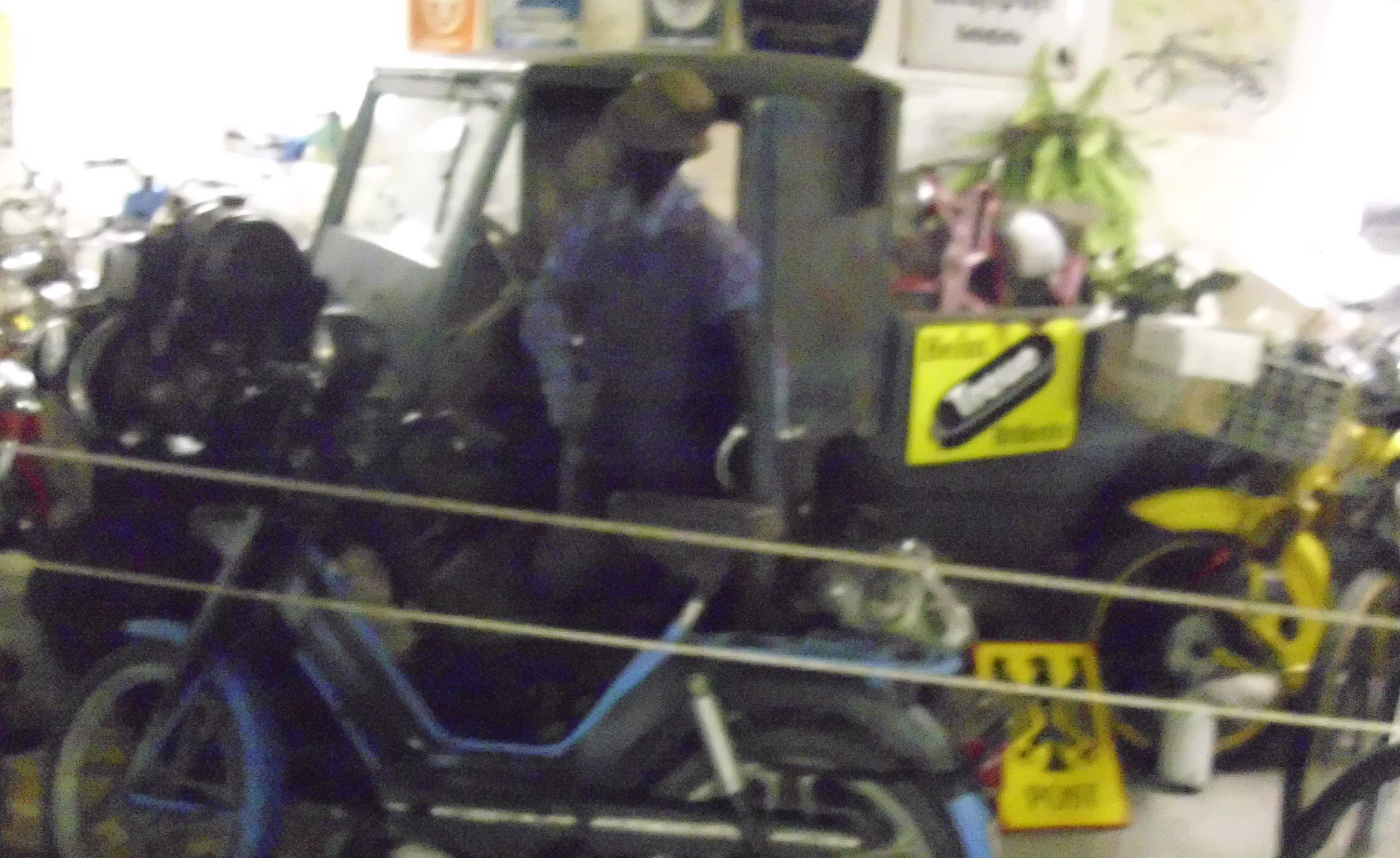
Ostner Dreirad-Pritschenwagen von 1932 im Motorradmuseum Heiner Beckmann

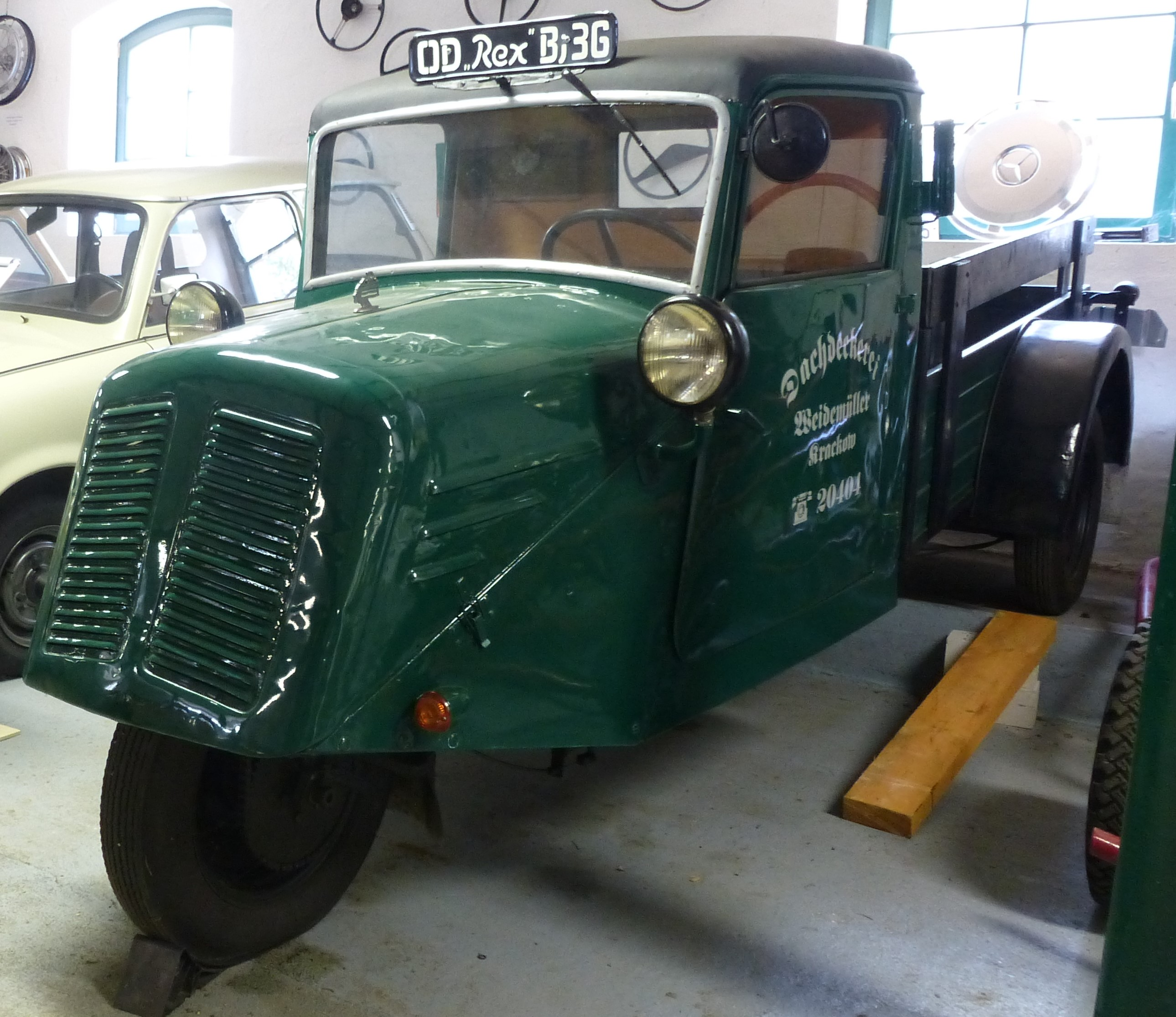
Ostner Rex von 1936

Die Ostner Fahrzeugfabrik von Willy Ostner baute von 1921 bis 1955 Motorräder und leichte Lieferwagen.

## Gründung und Motorradbau
Willy Ostner gründete 1921 eine Fahrzeugfabrik in Dresden. Er stellte ab 1925 oder 1927 Motorräder her. Es entstanden die O.D.-Motorräder, die bis 1936 gebaut wurden.

## Nutzfahrzeugbau
Im Jahr 1932 begann Willy Ostner mit der Produktion der O.D.-Lieferdreiräder. Diese wurden so gut verkauft, dass Ostner 1935 die ehemaligen Elite-Diamant-Werke in Brand-Erbisdorf übernehmen konnte. Dort konnten die Dreirad-Lieferwagen mit 200- und 400-cm³-Motoren hergestellt werden. Es wurden auch Vierrad-Lieferwagen mit einem 600-cm³-Zweitaktmotor gebaut und anschließend mit einem 1,1-Liter-Motor vom Ford Eifel. Ab 1945 ließ sich Willy Ostner in Sulzbach-Rosenberg (Oberpfalz) nieder und begann 1948 Gespannwagen für die Landwirtschaft zu bauen. Ab 1950 wurde ein modernisierter Vierrad-Lieferwagen als Typ Rex 4 gebaut, der auch später mit einem Diesel-Motor zu bekommen war. Ab 1955 folgten die Eilfrachter Rex 15 und 18.

## Übernahme
Am 1. Mai 1955 wurde die Ostner Fahrzeugfabrik von den Faun-Werken übernommen. Die Produktion der Ostner-Eilfrachter wurde noch bis 1958 fortgeführt. Von den Ostner-Lieferwagen wurden von 1950 bis 1958 insgesamt 1672 Nutzfahrzeuge gebaut. Die von Faun weiterentwickelten Lieferwagen wurden nun unter dem Namen "Faun F 24 Eilfrachter" noch bis 1970 gebaut. Danach wurde das Werk bis 1989 als Reparaturwerk für Faun-Muldenkipper benutzt und anschließend für die Instandsetzung von Fahrzeugen der Bundeswehr.
Die Werksanlagen in Sulzbach-Rosenberg (Oberpfalz) wurden in den frühen 1990er-Jahren abgerissen. Heute befindet sich auf dem Areal ein Supermarkt der Kaufland-Kette.